# Kumara Dathusena
Kumara Dathusena (o Kumara Dass o Kumaradatusena) fou rei d'Anuradhapura (Sri Lanka) del 515 al 524, fill i successor de Moggallana I.
Al pujar al tron va considerar convenient establir bones relacions amb Xina i va enviar allí una ambaixada amb regals anunciant la seva pujada al tron.
Fou un apassionat de la literatura. Va convocar una assemblea de monjos erudits i va revisar els escrits sagrats del budisme, purgant-los de les alteracions i addicions que s'hi havien fet. El famós poeta indi Pandita Kaalidaas va visitar el país en el seu regnat i allí fou assassinat per un cortesa. Quan el poeta era a la pira funerària, el rei, angoixat, va caure allí i va morir; cinc de les seves esposes es van tirar a la pira espontàniament. El seu regnat havia durat nou anys.
Fou un escriptor elegant i un notable poeta, deixant diversos escrits dels quals només es conserva un poema anomenat el Janakeebarana. Un mercader grec (resident a Egipte) de nom Cosmas va deixar un relat sobre Ceilan obtingut de un altre mercader grec anomenat Sopatar que es va trobar a Adulis a la costa de Eritrea; el relat esmenta que és una gran illa de l'oceà de la mar Índia, anomenada Suelendib pels indis però Taprobane pels grecs.
Al morir fou succeït pel seu fill Kirti Sena.